# Louis Piette

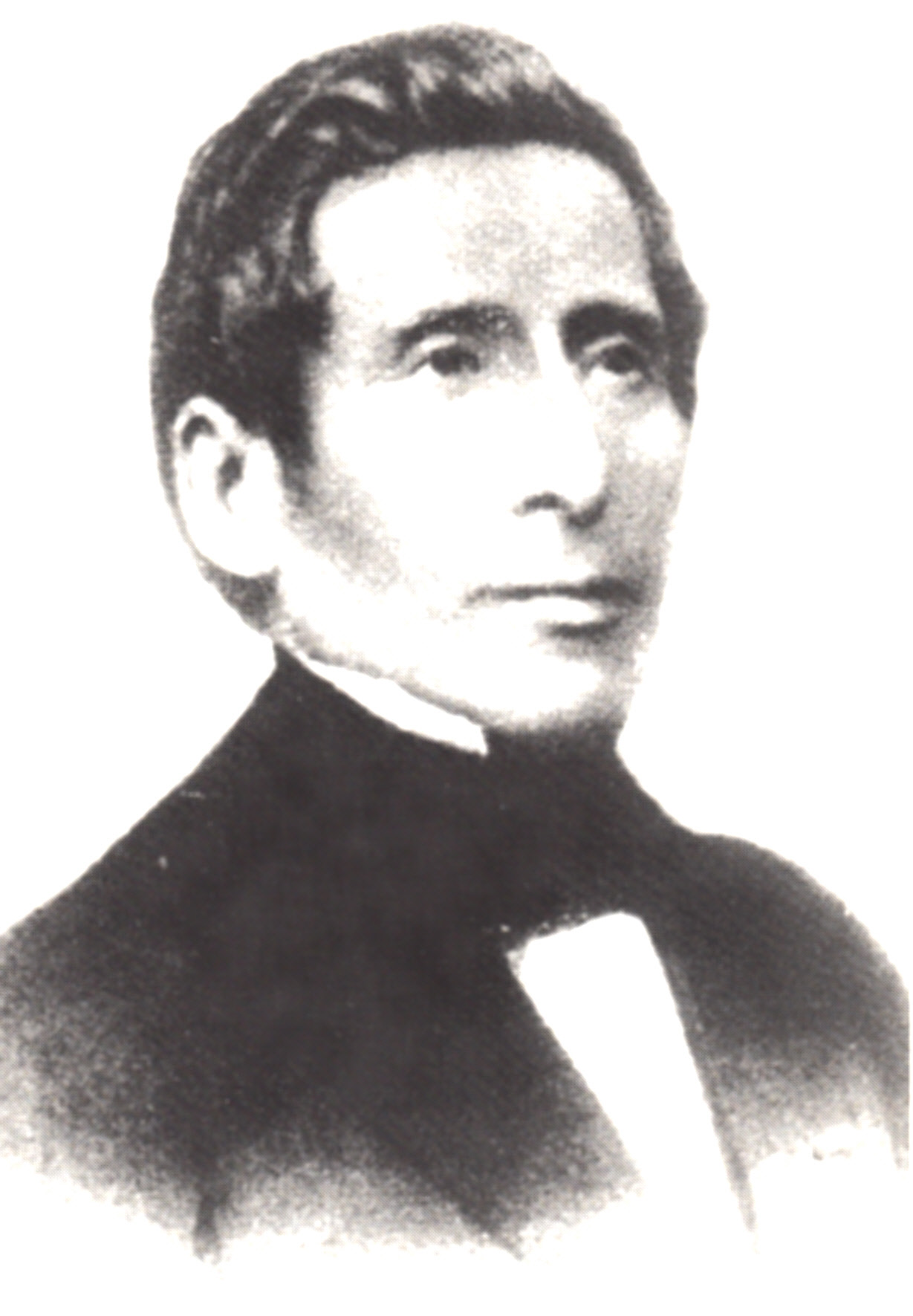
Foto von Louis Piette

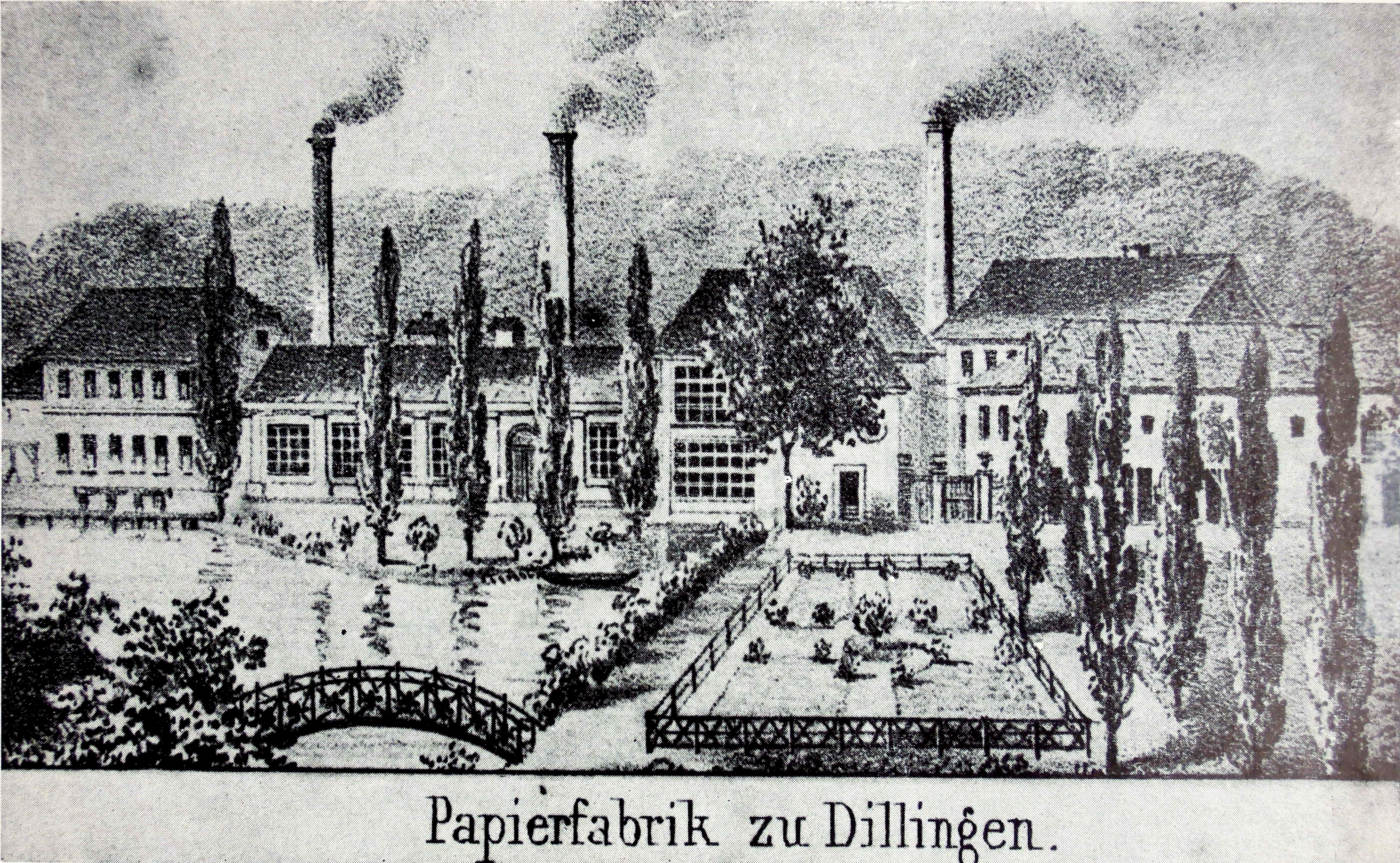
Dillinger Papiermühle Mitte des 19ten Jahrhunderts

Louis Piette (* 4. Oktober 1803 in Commanster, Luxemburg, heute: Beho, Belgien; † 27. Juni 1862 in Paris, auch Maria Ludwig Valentin) war ein französisch-preußischer Papierfabrikant, Erfinder, Verleger und Buchautor.

## Leben
Louis Piette wurde 1803 als ältester Sohn des Papierfabrikanten Jean Louis Piette geboren. Er studierte Rechtswissenschaft in Metz, Straßburg und Paris und wurde anschließend Advokat. Als langjähriger Gehilfe seines Vaters übernahm er 1827 die Geschäftsführung der Papiermühle Dillingen. Sein jüngerer Bruder Prosper Joseph Maria Piette war dort als Techniker verantwortlich. Nach dem Tod ihres Vaters 1833 leiteten beide die Fabrik. Louis Piette war für die Repräsentation der Firma nach außen zuständig, während sein jüngerer Bruder die Leitung übernahm.
Beide führten neue Verfahren der Papierherstellung ein, so ein eigenes Verfahren zur Leimung und ab 1830 verarbeiteten sie Altpapier als eine Art Vorläufer des Recyclings. 1837 erhielten sie ein preußisches Patent auf die Fertigung von Pappdeckeln und erfanden ein Jahr später einen Kugeldrehkocher, den sie der Firma Bryan Donkin & Co zur Fertigung übermittelten, da ihre eigenen Geldmittel nicht ausreichten. Eine weitere Erfindung war ein Knotenfänger (1848). In Paris beginnen sie mit der industriellen Nutzung von Papiermaschinen, nachdem eine Einführung nach Dillingen auf Grund der Bestimmungen des Zolls scheiterte. Auf Grund der großen Erfolge erfolgte 1844 eine Umwandlung des Familienbetriebs in eine Aktiengesellschaft.
1848 trennten sich die beiden Brüder. Während Propser Piette zu Bryan Donkin als technischer Sachverständiger ging und später in Böhmen eigene Papierfabriken aufbaute, ging Louis Piette nach Arlon. Die Fabrik wurde von J. Weidner aufgekauft. Louis Piette half Baron Constant d’Hoffschmidt von Belgien bei der Errichtung und Leitung einer Papierfabrik in Pont d'Oye. Die Geschäftsbeziehung endete jedoch 1857. Zwischenzeitlich betätigte sich Piette als Verleger einer französischen Fachzeitschrift der Papierindustrie, des Journal des Fabricants de Papier, auf dass er seine weiteren bestrebungen konzentrierte. Dazu zog er nach Paris um, wo er beratend tätig war.
Im Winter 1861/62 erkrankte Piette und starb sechs Monate später am 27. Juni 1862 in Paris.

## Publizistische Tätigkeit
Louis Piette schrieb eine Reihe von Büchern über die industrielle Fertigung des Papiers. Piette verfasste seine Bücher zweisprachig, auf Deutsch und Französisch. Hinzu trat ab 1854 die Veröffentlichung des Journal des Fabricants de Papier, das er bis zu seinem Tod 1864 herausgab und das später von seiner Frau weitergeführt wurde.  Nach deren Tod wurde das Journal bis 1889 von Léon Vigreux weitergeführt und anschließend mit dem Bulletin des fabricants de papier zum Bulletin-Journal des fabricants de papier zusammengelegt.

## Familie
Louis Piette heiratete am 7. März 1839 Magdalena Helena Klauck, die Tochter von Mathias Klauck zu Losheim, der Bürgermeister von Losheim. Seine Frau starb am 27. Dezember 1864.

## Werke (Auswahl)
- Traité de la fabrication du papier, contentant les procédés généralement en usage pour préparer ce produit. Paris/Straßburg: Levrault 1831.
- Handbuch der Papierfabrikation. Quedlinburg/Leipzig: Basse 1833
- Die Fabrikation des Papieres aus Stroh und vielen andern Substanzen im Grossen nach zahlreichen Versuchen beschrieben und mit 160 Mustern. Köln: Dumont-Schauberg 1838
- Die Nützlichkeit der Maschinen für die Abnehmer und Arbeiter, nebst einigen Bemerkungen über die gegenseitigen Pflichten der Fabrikherren und Arbeiter. Köln: Dumont-Schauberg 1840
- Manuel du directeur, du contre-maître et des chefs dʹateliers de papeterie, contenant la description de moyens pratiques pour convertir le chiffon et diverses plantes en papier avec un appendice sur les succédanés. Paris : Bureau du Journal des fabricants de papier 1861.
- Appendice du manuel du directeur, du contre-maitre & des chefs dʹateliers de papeterie, contenant une histoire des succédanés et une série de papiers fabriqués sans ou avec un mélange de chiffons. Paris: Bureau du Journal des fabricants de papier 1861.